# Арадска жупанија
Арадска жупанија (лат. Comitatus Aradiensis, мађ. Arad vármegye) је била жупанија, односно управна јединица средњовековне Краљевине Угарске (11-16. век), као и хабзбуршке Краљевине Угарске (између 18. и 20. века). Управно седиште жупаније био је град Арад (данас у саставу Румуније).

## Историја
Током историје жупанија је мењала своје границе. У средњем веку је обухватала подручја на обе стране реке Мориш, односно северно и јужно Поморишје са северним делом данашњег Баната. У 16. веку, овај простор улази у састав Османског царства, које овде формира Темишварски пашалук. У 17. веку је жупанија била привремено обновљена, као део османске вазалне Кнежевине Трансилваније, али овај простор потом поново долази под директну османску власт.
Након успоставе хабзбуршке управе крајем 17. века, северно Поморишје са градом Арадом улази у састав хабзбуршке Војне границе. Арадска жупанија је обновљена средином 18. века, након развојачења Поморишке војне границе. За разлику од средњовековне жупаније, тадашња жупанија је обухватала само северно Поморишје, без северних делова данашњег Баната. Након Првог светског рата, подручје тадашње Арадске жупаније је подељено између Румуније (већи део, са градом Арадом) и Мађарске (мањи део). Од делова ове жупаније који су припали Мађарској успостављена је нова жупанија Чанад-Арад-Торонтал.

## Демографија
По попису из 1910. године становници жупаније су говорили следеће језике:
- румунски (57,9%)
- мађарски (30,0%)
- немачки (9,3%)
- словачки (1,3%)
- српски (0,5%)